# 力点と作用点
力点と作用点（りきてんとさようてん）とは、力学において、力を加えるものと、力を加えられる物体の間で、その力の作用のしかたをモデル化するための概念である。

## 総論
例えば、人が滑らかな床の上にある箱を移動させるとき、その箱に直接触れて押す事を考えよう。このとき、人が物体を押す力を加えている点はその手が箱に接触している点であり、この点の事を力点という。一方、箱の側から考えたとき、この物体の運動を変化させる力が箱に作用している点は、やはり人の手が箱に触れている点であり、この点の事を作用点と言う。このとき、力点と作用点は同じ点である。ただし、同じ点といっても厳密には、力点は力を加える主体である人に属し、作用点は力を加えられる対象である箱に属するという違いがある。
さて次に、人が手に棒を持ち、その棒の先端を箱に接触させて押す事を考えよう。このとき、人が力を加えている点は、その棒を持っている点であり、ここが力点である。一方、箱の側から考えると、この箱の運動を変化させている力が作用しているのは、棒と箱が接触している点であり、ここが作用点である。この例では、力点と作用点は同一ではない。
何気なく書いたが、ここで一つ重要なのは、この例で棒は、力を加えている主体とも加えられている対象とも独立した、単に力を媒介する媒体であると考えている点にある。もし、力を加える主体として、人と棒をあわせた系を考えるならば、人と棒をあわせた系が力を加えている点すなわち力点は、棒と箱が接触する点ということになる。もちろん、棒と箱からなる系を力を加えられる対象とみなすならば、作用点は人が棒を握っている点ということになる。

## てこの原理
てこの原理に関する詳しい説明は別項に譲るが、てこの原理の説明において力点や作用点と言う言葉がでてくるのは、てこと言う系を力を伝える媒体と捕らえることによる。

## 遠隔力と力点・作用点
力点と作用点を分けて考える考え方が分かりやすいのは、上記のような接触によって伝達される近接力の場合よりも、むしろ万有引力や電磁気力などの遠隔力の場合であろう。質点同士の間に働く万有引力を例にとって、遠隔力の場合の力点・作用点の考え方について見てみよう。
空間に二つの質点AとBが、有限の距離dだけ離れて存在する場合を考える。それぞれの質量をmA,mBとし、万有引力定数をGとすると、二つの質点間に働く万有引力の大きさFは、
{\displaystyle F=G{\frac {m_{A}m_{B}}{d^{2}}}}
であるが、この力の力点・作用点はどうなるだろうか。
この場合、質点Aが質点Bに及ぼす万有引力の力点は質点Aであり、作用点は質点Bである。また質点Bが質点Aに及ぼす万有引力の力点は質点Bであり、作用点は質点Aである。

## 合力と力点・作用点
ある物体に加わる複数の力の作用を一つの合力の形で表すことがあるが、この合力の作用点はどこであろうか。
じつは、一般に合力の作用点をただ一点に定めることはできない。一般の場合にできるのは、合力の作用線を決めることである。ただし、それぞれの力のベクトル和が0である場合、合力は0であり、作用点や作用線という概念は意味を持たない。しかし、このような場合でも物体を回転させることができる場合もあり、その代表的な例は偶力である。
ところで、大きさのある物体の重心は、その物体に働く重力の合力の作用点として定義される。これはどういうことだろうか。詳しい説明は省くが、物体の外部にある質点からその物体に働く重力の合力の作用線は、質点と物体の位置関係によらず必ずある一点を通るのである。この点こそが重力の合力の作用点であり、その物体の重心である。